# 1992 год в кино

## Фильмы

### Мировое кино
- «1492: Завоевание рая»/1492: Conquest of Paradise, США—Франция—Испания—Великобритания, (реж. Ридли Скотт)
- «Американское сердце»/American Heart, США, (реж. Мартин Белл)
- «Американцы»/Glengarry Glen Ross, США, (реж. Джеймс Фоули)
- «Армия тьмы»/Army of Darkness, США, (реж. Сэм Рэйми)
- «Беглый огонь»/Rapid Fire, США, (реж. Дуайт Литтл)
- «Белые пески»/White Sands, США, (реж. Роджер Дональдсон)
- «Белые люди не умеют прыгать»/White Men Can t Jump, США, (реж. Рон Шелтон)
- «Бетти»/Betty, Франция, (реж. Клод Шаброль)
- «Бетховен»/Beethoven, США, (реж. Брайан Левант)
- «Бешеные псы»/Reservoir Dogs, США, (реж. Квентин Тарантино)
- «Близнецы-драконы»/', Гонконг, (реж. Ринго Лэм, Цуй Харк)
- «Бритоголовые»/Romper Stomper, Австралия, (реж. Джеффри Райт)
- «Бэтмен возвращается»/Batman Returns, США, (реж. Тим Бёртон)
- «В погоне за тенью»/Fixing the Shadow, США, (реж. Ларри Фергюсон)
- «В осаде»/Under Siege,, США, (реж. Эндрю Дэвис)
- «Вечно молодой»/Forever Young, США, (реж. Стив Майнер)
- «Во всем виноват посыльный»/Blame It On The Bellboy, США, (реж. Марк Херман)
- «Воспитание Каина»/Raising Cain, США, (реж. Брайан Де Пальма)
- «Газонокосильщик»/The Lawnmower Man, США, (реж. Леонард, Бретт)
- «Говардс-Энд»/Howards End, Великобритания—Япония—США, (реж. Джеймс Айвори)
- «Год кометы»/Year of the Comet, США, (реж. Питер Йетс)
- «Горькая луна»/Bitter Moon, Франция—Великобритания—США, (реж. Роман Поланский)
- «Грозовой перевал»/Emily Brontë's Wuthering Heights, США—Великобритания, (реж. Питер Козмински)
- «Громовое сердце»/Thunderheart, США, (реж. Майкл Эптед)
- «Далеко-далеко»/Far and Away, США, (реж. Рон Ховард)
- «Двойные неприятности»/Double Trouble, США, (реж. Джон Парагон)
- «Действуй, сестра»/Sister Act, США, (реж. Эмиль Ардолино)
- «Джекпот»/Jackpot, Франция—Италия, (реж. Марио Орфини)
- «Дикие ночи»/Les Nuits fauves, Франция—Италия, (реж. Сирил Коллар
- «Доктор Усмешка»/Dr. Giggles, США, (реж. Мэнни Кото)
- «Дракула»/Bram Stoker’s Dracula, США, (реж. Френсис Форд Коппола)
- «Дьенбьенфу»/Diên Biên Phu, Франция—Вьетнам, (реж. Пьер Шёндёрффер, Бать Зиеп)
- «Жестокая игра»/The Crying Game, Великобритания—Япония, (реж. Нил Джордан)
- «Жизнь богемы»/La Vie de Bohème, Франция—Германия—Швеция—Финляндия, (реж. Аки Каурисмяки)
- «Жизнь в стиле кантри»/Pure Country, США, (реж. Кристофер Кейн)
- «Запах женщины»/Scent of a Woman, США, (реж. Мартин Брест)
- «Знахарь»/Medicine Man, США, (реж. Джон Мактирнан)
- «Игрок»/The Player, США, (реж. Роберт Олтмен)
- «Игры патриотов»/Patriot Games, США, (реж. Филлип Нойс)
- «Исповедь невидимки»/Memoirs of an Invisible Man, США, (реж. Джон Карпентер)
- «Их собственная лига»/A League of Their Own, США, (реж. Пенни Маршалл)
- «Короли мамбо»/The Mambo Kings, США—Франция, (реж. Арн Глимчер)
- "Корпорация «Бессмертие»/Freejack, США, (реж. Джеф Мёрфи)
- «Крепость»/Fortess, США—Австралия, (реж. Стюарт Гордон)
- «Кэндимэн»/Candyman, США—Великобритания, (реж. Бернард Роуз)
- «Лунатики»/Sleepwalkers, США, (реж. Мик Гаррис)
- «Любовник»/L’Amant, Франция—Вьетнам, (реж. Жан-Жак Анно)
- «Любовница»/Misterss, США, (реж. Барри Праймус)
- «Людские неприятности»/Man Trouble, США, (реж. Боб Рейфелсон)
- «Макс и Джереми»/Max et Jérémie, Франция—Италия, (реж. Клер Девер)
- «Малкольм Икс»/Malcolm X, США, (реж. Спайк Ли)
- «Мастер шпаги»/El maestro de esgrima, Испания, (реж. Педро Олеа)
- «Медовый месяц в Лас-Вегасе»/Honeymoon in Vegas, США, (реж. Эндрю Бергман)
- «Мужья и жёны»/Husbands & Wives, США, (реж. Вуди Аллен)
- «На запад»/Into The West, Великобритания—Ирландия, (реж. Майк Ньюэлл)
- «На запад от красной скалы»/Red Rock West, США, (реж. Джон Дал)
- «Незаконное проникновение»/Unlawful Entry, США—Япония, (реж. Джонатан Каплан)
- «Непрощённый»/Unforgiven, США, (реж. Клинт Иствуд)
- «Несколько хороших парней»/A Few Good Men, США, (реж. Роб Райнер)
- «Один дома 2: Потерявшийся в Нью-Йорке»/Home Alone 2: Lost in New York, США, (реж. Крис Коламбус)
- «Одинокая белая женщина»/Single White Female, США, (реж. Барбе Шрёдер)
- «Одиночки»/Singles, США, (реж. Кэмерон Кроу)
- «Однажды преступив закон»/Once Upon a Crime, США—Германия, (реж. Юджин Леви)
- «Окончательный анализ»/Final Analysis, США, (реж. Фил Джоану)
- «Орландо»/Orlando, Великобритания—Нидерланды—Италия—Россия—Франция, (реж. Салли Поттер)
- «Основной инстинкт»/Basic Instinct, США—Франция, (реж. Пол Верховен)
- «Пассажир 57»/Passenger 57, США, (реж. Кевин Хукс)
- «Перстенёк с орлом в короне»/Pierścionek z orłem w koronie, Польша, (реж. Анджей Вайда)
- «Побег из Нормала»/Leaving Normal, США, (реж. Эдвард Цвик)
- «Поворот винта»/The Turn Of The Screw, Великобритания—Франция, (реж. Русти Леморанд)
- «Под прикрытием»/Deep Cover, США, (реж. Билл Дьюк)
- «Последний из могикан»/The Last of the Mohicans, США, (реж. Майкл Манн)
- «Прелюдия к поцелую»/Prelude to a Kiss, США, (реж. Норман Рене)
- «Провод под током»/Live Wire, США, (реж. Кристиан Дюгей)
- «Псы»/Psy, Польша, (реж. Владислав Пасиковский)
- "Рука, качающая колыбель/The Hand That Rocks the Cradle, США, (реж. Кёртис Хэнсон)
- «Рыба страсти»/Passion Fish, США, (реж. Джон Сэйлз)
- "Свет во тьме/Shining Through, США, (реж. Дэвид Зельцер)
- "Сила личности/The Power of One, США, (реж. Джон Эвилдсен)
- "Смертельное оружие 3/Lethal Weapon 3, США, (реж. Ричард Доннер)
- "Смерть ей к лицу/Death Becomes Her, США, (реж. Роберт Земекис)
- «Соль на нашей коже»/Salz auf unserer Haut, Германия—Франция—Канада, (реж. Эндрю Биркин)
- «Специалист по эффективности»/Spotswood, Австралия, (реж.	Марк Джофф)
- «Стой! Или моя мама будет стрелять»/Stop! Or My Mom Will Shoot, США, (реж. Роджер Споттисвуд)
- "Стремящийся ввысь/Radio Flyer, США, (реж. Ричард Доннер)
- «Там, где течёт река»/A River Runs Through It, США, (реж. Роберт Редфорд)
- «Твин Пикс: Огонь, иди за мной»/Twin Peaks: Fire Walk With Me, США—Франция, (реж. Дэвид Линч)
- «Телохранитель»/The Bodyguard, США, (реж. Мик Джексон)
- «Тихушники»/Sneakers, США, (реж. Фил Олден Робинсон)
- «Той самой ночью»/That Night, США—Франция, (реж. Крейг Болотин)
- «Точка кипения»/Boiling Point, США—Франция, (реж. Джеймс Б. Харрис)
- «Три ниндзя»/3 Ninjas, США, (реж. Джон Тёртелтауб)
- «Универсальный солдат»/Universal Soldier, США, (реж. Роланд Эммерих)
- «Хоффа»/Hoffa, США, (реж. Дэнни Де Вито)
- «Чаплин»/Chaplin, США—Великобритания—Япония—Франция—Италия, (реж. Ричард Аттенборо)
- «Чужая среди нас»/A Stranger Among Us, США, (реж. Сидни Люмет)
- «Чужой 3»/Alien 3, США, (реж. Дэвид Финчер)
- «Эскадрон»/Szwadron, Польша—Бельгия—Франция—Украина, (реж. Юлиуш Махульский)
- «Это моя жизнь»/This Is My Life, США, (реж. Нора Эфрон)
- «Ядовитый плющ»/Poison Ivy, США—Япония, (реж. Кэтт Ши)

### Российские фильмы
- «Анкор, ещё анкор!» (реж. Пётр Тодоровский)
- Алиса и Букинист
- Америкэн бой
- Бабник 2
- Бесы
- Вишнёвые ночи
- Воля
- Глаза (реж. Валентин Ховенко)
- Детонатор
- Как живёте, караси?
- Катька и Шиз
- «Комедия строгого режима» (реж. Владимир Студенников и Михаил Григорьев)
- «Маленький гигант большого секса» (реж. Николай Досталь)
- Мастер Востока
- Менялы
- Патриотическая комедия
- Последний герой
- Прикосновение
- Риск без контракта
- Стамбульский транзит
- Тайна
- Тартюф
- Убийство на Ждановской
- Увидеть Париж и умереть
- Устрицы из Лозанны
- Чёрный квадрат (реж. Юрий Мороз)
- Чтобы выжить
- Шагреневая кость
- Я обещала, я уйду… (реж. Валерий Ахадов)
- Игра всерьёз
- Исповедь содержанки
- Ключ
- Контрабандист
- Луна-парк
- Мушкетёры двадцать лет спустя
- На Дерибасовской хорошая погода, или на Брайтон-Бич опять идут дожди
- Прорва
- Снайпер
- Стрелец неприкаянный
- Тридцатого уничтожить!
- Хочу вашего мужа
- Цена головы
- Цена сокровищ
- Чекист
- Чувствительный милиционер (реж. Кира Муратова)
- Я хотела увидеть ангелов

## Телесериалы

### Итальянские сериалы
- Эдера

### Французские сериалы
- ЭЛЕН и РЕБЯТА

### Латиноамериканские сериалы

#### Мексика
- Волшебная молодость
- Дедушка и я
- Мария Мерседес
- Тайные намерения
- Треугольник

### Российские сериалы
- Азбука любви
- Мелочи жизни
- Рэкет